# Raczyna
Die Raczyna (polnisch) / Račí potok (tschechisch),  (deutsch Krebsbach) ist ein rechter Nebenfluss der Glatzer Neiße in Tschechien und Polen. 

## Verlauf
Der Račí potok entspringt unweit der polnischen Grenze am Černý Kout/Przełęcz Karpowska (Karpensteiner Pass) östlich der Burgruine Karpień im Reichensteiner Gebirge in Tschechien. Seine Quelle liegt in dem vom Koníček(Rösselberg, 851 m), Hřeben (Glasekamm, 659 m), Vábný (577 m), Hraniční vrch (Schusterberg), Černý vrch/Góra Czernik (Schwarzberg, 852 m), Pustki (671 m) und der Góra Królówka (784 m) umgebenen Kessel U Buku. Auf seinem Lauf nach Nordosten fließt der Račí potok westlich von Nové Vilémovice und Červený Důl zunächst durch ein seichtes Waldtal. Am östlichen Fuße des Dubový vrch führt entlang des Baches eine Kastanienallee nach Norden. Danach durchbricht der Bach zwischen den Burgruinen Rychleby (Reichenstein), Pustý zámek (Ödschloss) und der Čertovy kazatelny (Teufelskanzel) das Gebirge in einem tiefen felsigen Tal, das als Račí údolí (Krebsgrund) bezeichnet wird. Die erste Ansiedlung im Tal ist Račí Údolí mit der Tančírna (Georgshalle); danach tritt der Bach in das Tiefland Przedgórze Paczkowskie (Patschkauer Vorland) ein. 
Vorbei an Svatý Antonín, Horní Fořt, Dolní Fořt, Mlatci Záhradníci und der Wüstung Pavlinka fließt der Bach nach Polen, wo er als Raczyna bezeichnet wird. Dort erstreckt sich Trzeboszowice entlang des Baches, der danach südlich von Ścibórz am Jezioro Otmuchowskie in einem Kanal zwischen Frydrychów und Śliwice zur Glatzer Neiße geleitet wird, in die er südlich von Otmuchów einmündet.
Der Bach hat eine Länge von 26 Kilometern, davon liegen 13,5 Kilometer in Tschechien. Der tschechische Teil des Einzugsgebietes umfasst 28,7 km², dort leben 2664 Menschen. Dazu gehört auch der größte Teil der Stadt Javorník. Die durchschnittliche Durchflussmenge an der polnisch-tschechischen Grenze beträgt 0,44 m³/s.

## Sehenswürdigkeiten
Im Kessel U Buku befinden sich ein Gedenkkreuz für das dort während des Zweiten Weltkrieges eingerichtete Arbeitslager. Erhalten sind auch Grundmauern des Lagers. Außerdem steht im Grunde eine geschützte große Buche.
Über dem zerklüfteten Krebsgrund liegen die Reste der Burgen Rychleby und Pustý zámek sowie die Felsgebilde der Teufelskanzel, von denen die Obere Teufelskanzel eine Höhe von 13 Metern hat.
Der Abschnitt zwischen der Quelle und der Siedlung Račí Údolí ist Teil des Naturreservates Račí údolí.

## Zuflüsse
- Hraniční potok (r) im Kessel U Buku
- Hřebenský potok (l), am Dubový vrch
- Červený potok (r), unterhalb Dolní Fořt
- Javornický potok (l), unterhalb der polnischen Grenze
- Czerwony Potok (l), bei Ujeździec
- Świdna (r) bei Frydrychów